# Kabul Weekly
Kabul Weekly – jeden z największych tygodników afgańskich, dystrybuowany w miastach afgańskich prowincjach. Działalność rozpoczął w 1991, ale został zamknięty po publikacji artykułu krytykującego rząd Mudżahedinów w 1994. Gazetę reaktywowano podczas rządów Talibów. Kabul Weekly jest najchętniej czytanym afgańskim tygodnikem.  Gazeta jest wydawana co tydzień we środy w językach Dari i Paszto. Jego nakład wynosi 10 tys. Jest jedyną gazetą afgańską, która wykorzystuje materiały języka angielskiego.
Kabul Weekly  jest niezależną gazetą bardzo poczytną w wielu prowincjach. Daje swoim czytelnikom dużo do poczytania.
Tworzy ją grupa najważniejszych afgańskich dziennikarzy.
Jest drukowana na dobrym papierze, przez co jest gazetą drogą.